# Jirón Próspero
Jirón Próspero es una de las principales arterias de Iquitos. Ubicada en el Centro de Iquitos, Próspero es usada como una importante conexión comercial por alojar varias tiendas comerciales en toda su extensión. El jirón es emplazamiento para varias empresas como Interbank, RadioShack, Inkafarma, Banco de Crédito del Perú, así como varios casinos y hoteles, supermercados, una universidad, entre otros.
El nombre original «Jirón Lima» fue dada a la vía en honor a Lima, pero luego fue reemplazada por «Próspero», en tributo al bergantín inglés que transportó piezas de la primera factoría, un dique flotante e implementaciones navales a Iquitos.
También es asiento de edificios arquitectónicos como la Casa de Fierro, la Casa Cohen y la Casa L.F. Morey e Hijos que forman parte del centro histórico de Iquitos. 
La primera cuadra del jirón es totalmente tangente con la Plaza de Armas de Iquitos, también el tramo final.

## Recorrido
Próspero es una vía vehicularmente de un solo carril hacia el norte, no obstante, el conteo de cuadras es a la inversa. Mientras el jirón empieza realmente en la Plaza de Armas, el tránsito vehicular inicia desde la última cuadra, ubicada en el distrito de Belén, al sur. En las primeras cuadras hasta la intersección con el jirón 9 de Diciembre, se encuentra el Mercado de Belén. En las siguientes cuadras, el jirón se vuelve es muy transitada. Existe un gran contraste cuando Próspero cruza divide el límite del distrito de Belén y el distrito de Iquitos, y se presenta en el desarrollo humano en ambas.

## Galería de imágenes

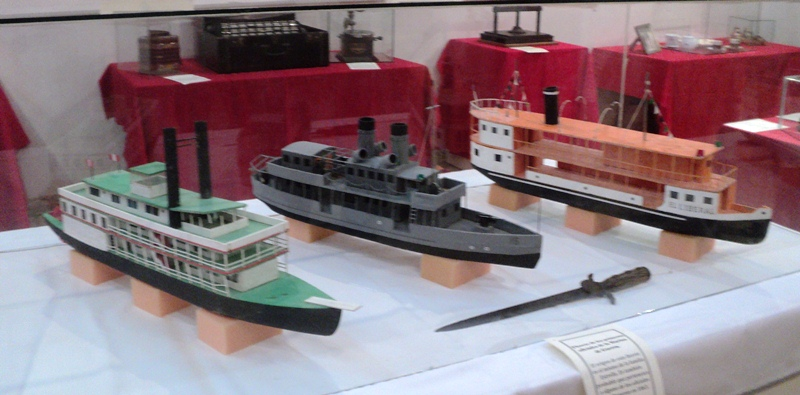
Bergantín Próspero (buque a la izquierda)
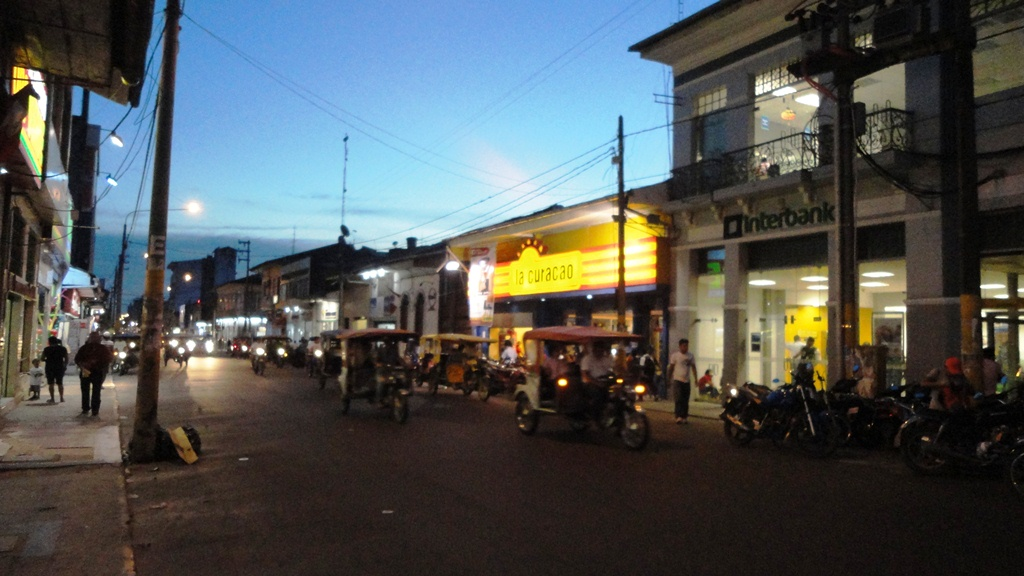
Una cuadra del Jirón Próspero.
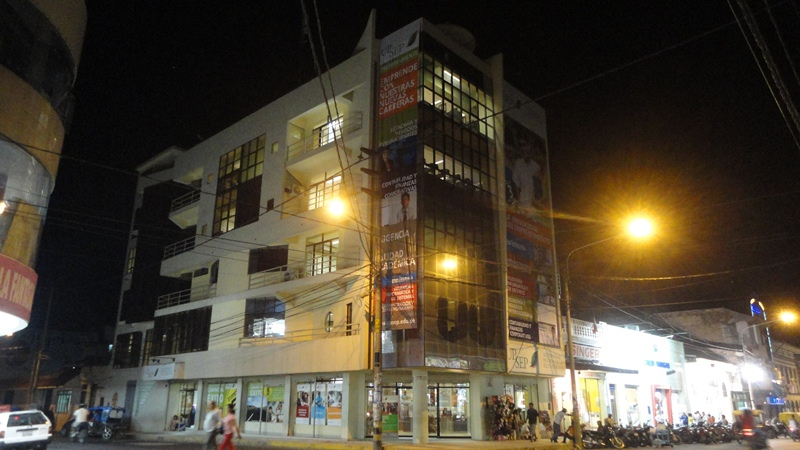
Universidad Privada de la Selva Peruana.
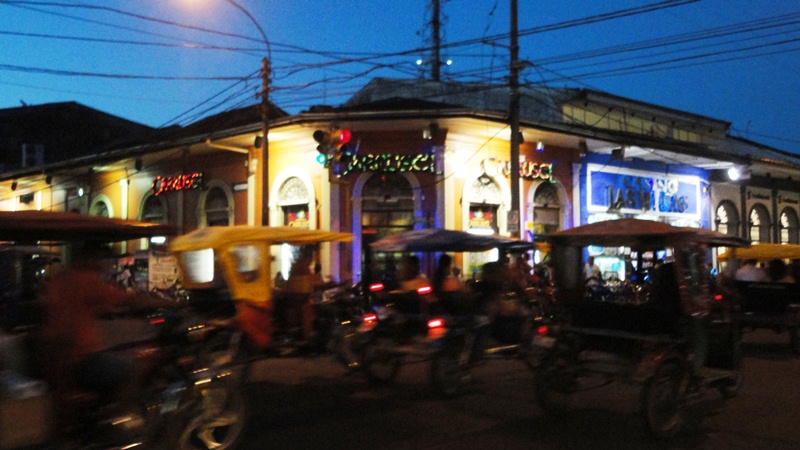
Casino Carrousel.